# Raad van Volksvertegenwoordigers (Duitsland)

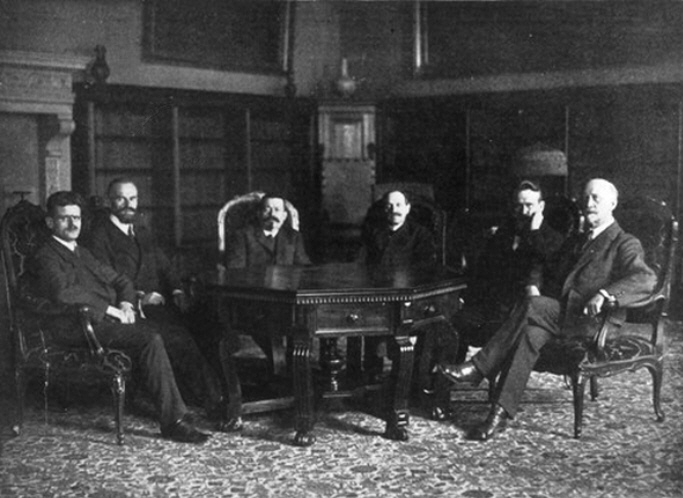
De Raad van Volksvertegenwoordigers toen de raad nog bestond uit politici van beide partijen. Vanaf links: Emil Barth (USPD), Otto Landsberg (MSPD), Friedrich Ebert (MSPD), Hugo Haase (USPD), Wilhelm Dittmann (USPD), Philipp Scheidemann (MSPD).

De Raad van Volksvertegenwoordigers (Duits: Rat der Volksbeauftragten) was van 10 november 1918 tot 13 februari 1919 de overgangsregering van Duitsland, die de transitie van het Duitse Keizerrijk naar de Weimarrepubliek vorm gaf. De Raad van Volksvertegenwoordigers werd tijdens de Novemberrevolutie gevormd uit drie leden van de Sociaaldemocratische Meerderheidspartij van Duitsland (MSPD) en drie leden van de Onafhankelijke Sociaaldemocratische Partij van Duitsland (USPD).
De Raad oefende nagenoeg de bevoegdheden uit die volgens de Grondwet (van de Noord-Duitse Bond en het Duitse Keizerrijk 1867-1918) voor de keizer en de rijkskanselier waren bedoeld. De volksvertegenwoordigers controleerden de staatssecretarissen van de Rijksoverheid, waarvan de meerderheid in functie bleef. De Raad was een collectief orgaan waarin alle zes leden nominaal gelijkwaardig waren. Maar in feite oefende MSPD-leider Friedrich Ebert de functie van voorzitter uit.
De volksvertegenwoordigers maakten een einde aan de Eerste Wereldoorlog door de wapenstilstand van 11 november 1918 en voerden het vrouwenkiesrecht en het beginsel van evenredige vertegenwoordiging in. Uit protest tegen het gewelddadige optreden van de regeringstroepen tegen de Volksmarine Divisie tijdens de kerstgevechten traden de leden van de USPD op 29 december 1918 uit de Raad uit. Ze werden vervangen door twee leden van de MSPD. De Raad noemde zichzelf vanaf dat moment een Rijksregering.
De verkiezingen voor een constituerende Nationale Vergadering (verfassungsgebende deutsche Nationalversammlung) die door de Raad werden uitgeschreven, vonden plaats op 19 januari 1919. De bedoeling ervan was om een democratisch gelegitimeerde regering voor Duitsland te vormen. De Nationale Vergadering van Weimar verkoos op 11 februari 1919 Friedrich Ebert tot Rijkspresident. Deze laatste benoemde op zijn beurt Philipp Scheidemann als nieuwe regeringsleider. Het kabinet van Scheidemann, waarin leden van de MSPD, Centrumpartij en DDP zitting hadden, verving op 13 februari als nieuwe Rijksregering de Raad van Volksvertegenwoordigers.

## Tot stand komen

### Uitgangspunt: oorlogsnederlaag en revolutie
De Oberste Heeresleitung (OHL) onder leiding van de generaals Paul von Hindenburg en Erich Ludendorff eiste op 29 september 1918 dringend een aanbod voor een wapenstilstand door de Rijksoverheid aan de Ententemogendheden. Tegelijkertijd adviseerden ze om de Rijksgrondwet te wijzigen. De OHL wilde op deze manier de verantwoordelijkheid voor de te verwachten militaire nederlaag in de Eerste Wereldoorlog van zich afschuiven en doorschuiven naar de democratische politici. Het autoritair geleide Duitse Keizerrijk moest een parlementaire democratische monarchie worden.
Keizer Wilhelm II had geen andere keuze dan hiermee akkoord te gaan. Hij benoemde vervolgens prins Max von Baden, die als liberaal werd beschouwd, tot Rijkskanselier. Max benoemde voor het eerst leden van de meerderheidspartijen van de Rijksdag in de regering, waaronder de MSPD-politicus Philipp Scheidemann. De nieuwe Rijkskanselier zette met de oktoberhervormingen ook de democratisering van het Rijk in gang en vroeg de Amerikaanse president Woodrow Wilson te bemiddelen bij een wapenstilstand. De reactie van Wilson was duidelijk. De Entente was alleen bereid om te onderhandelen met een democratische Duitse regering en alleen op voorwaarde dat de keizer afstand zou doen van de troon.
Het beleid van het Commando Zeeoorlogvoering (Seekriegsleitung) SKL onder admiraal Reinhard Scheer was gericht tegen deze voorwaarden en tegen het streven van de nieuwe regering naar vrede. Op 24 oktober 1918 vaardigde het SKL een bevel uit dat zou uitlopen op een alles-of-niets-aanval van de Duitse Hochseeflotte (belangrijkste Duitse oorlogsvloot) op de superieure Royal Navy van het Verenigde Koninkrijk. Vanwege dit militair zinloze en politiek contraproductieve plan weigerden matrozen van enkele schepen op 29 oktober om het bevel te gehoorzamen. De SKL beëindigde vervolgens de geplande operatie en liet honderden matrozen arresteren. Dit was de aanleiding voor de matrozenopstand in Kiel op 3 november 1918, die zich binnen enkele dagen ontwikkelde tot een revolutie in heel Duitsland.
Deze revolutie werd door de leiding van de MSPD, met name door haar voorzitter Friedrich Ebert, uitermate hinderlijk gevonden. Ze achtte haar doelstellingen al bereikt door de oktoberhervormingen en was ervan overtuigd dat de elites van het Rijk de democratisering zouden aanvaarden als de monarchie als zodanig maar zou blijven bestaan. De MSPD zag haar positie echter steeds meer bedreigd door de USPD en andere linkse politieke stromingen. Bij de USPD zaten de fervente tegenstanders van de oorlog die zich tijdens de Eerste Wereldoorlog van de SPD hadden afgesplitst. De linkervleugel van de USPD bestond uit leden van de nieuw opgerichte marxistische Spartacusbond. Terwijl de meerderheid van de USPD voorstander was van een parlementaire democratie, neigden de leden van de Spartacusbond meer naar het principe van de radenrepubliek. De leiders van de MSPD vreesden echter dat de aanhangers van beide bewegingen geneigd waren om de bolsjewistische ideeën volgens het Russische model over te nemen. Uiteindelijk eiste ook de MSPD het aftreden van de keizer, in de hoop de leiding te behouden en de opstandelingen onder controle te houden gedurende de snel veranderende gebeurtenissen. De keizer had Berlijn echter verlaten voor het Belgische Spa, waar het hoofdkwartier van de OHL zat. Hij stelde de troonsafstand steeds meer uit.

### Het ontstaan van de republiek
In de ochtend van 9 november 1918 bereikte de revolutie uiteindelijk Berlijn; stakende arbeiders stroomden massaal naar het centrum van de stad. Er was nauwelijks meer tijd om ze te weerhouden van een openlijke opstand. Max von Baden kondigde daarom op eigen initiatief het aftreden van de keizer aan en “overhandigde” het ambt van Rijkskanselier aan Friedrich Ebert, de leider van de grootste partij in de Rijksdag. Maar volgens de Rijksgrondwet behoorde deze handeling niet tot de bevoegdheden van een Rijkskanselier. Alleen de keizer kon een kanselier benoemen. Prins Max maakte gebruik van deze noodoplossing, omdat de keizer de facto niet meer in staat was om te handelen. Ebert hoopte die ochtend nog steeds de monarchie te kunnen redden. Hij vroeg Max von Baden als Reichsverweser op te treden. De prins wees dit verzoek echter af. In de middag van 9 november waren ook deze plannen volledig achterhaald. Philipp Scheidemann had gehoord dat de Spartacus-politicus Karl Liebknecht van plan was een “socialistische republiek Duitsland” uit te roepen. Om dit te voorkomen en de massa aan de kant van de MSPD te houden, stapte Scheidemann spontaan naar een raam van het Rijksdaggebouw en riep zelf de “Duitse republiek” uit. De precieze inhoud van de toespraak is niet meer bekend. De betekenis van de diverse sprekers die op die dag een republiek uitriepen wordt betwist.
Onder het voorzitterschap van Friedrich Ebert kwamen de staatssecretarissen, die aan het hoofd stonden van de hoogste autoriteiten in het Rijk, nog op dezelfde dag bijeen. Ebert wilde de ervaring van de staatssecretarissen en het bestuur niet missen. Deze bleven dus in functie, ook nadat de Rijksgrondwet feitelijk niet meer geldig was. Ebert was van plan om de revolutie snel in ordelijke banen te leiden en publiceerde op 9 november een oproep die hij als Rijkskanselier ondertekende. Hij sprak van een nieuwe (in feite nog niet bestaande) regering die de taken had overgenomen om de mensen te beschermen tegen een burgeroorlog en hongersnood. Hij waarschuwde voor het gevaar van anarchie om de steun van de ambtenaren te krijgen.
Voor de MSPD was het van vitaal belang om een coalitie te vormen met de onafhankelijken, al had de USPD de arbeidersklasse in Berlijn en elders ook niet onder controle. Maar zonder de USPD was de positie van de MSPD haast onhoudbaar geweest. De revolutionaire arbeiders- en soldatenraden (Räteherrschaft), die door de matrozenopstand overal in het land waren ontstaan, bestonden uit aanhangers van de MSPD en de USPD en eisten met klem een consensus tussen de twee arbeiderspartijen. De gematigde vleugel van de USPD rond Hugo Haase was ook veel gelegen aan een alliantie, omdat de macht in de grote steden anders naar de linkervleugel rond Georg Ledebour of zelfs naar de Spartakisten van Liebknecht dreigde te gaan. Haase was op 9 november 1918 nog in Kiel, daarom vond het beslissende gesprek tussen MSPD en USPD pas op 10 november plaats.
De twee partijen verschilden vooral van mening over de kwestie of de nieuwe regering eerst concrete stappen moest ondernemen voor een socialistische transformatie van Duitsland of dat ze de desbetreffende maatregelen beter kon overlaten aan een constituerende Nationale Vergadering. Zo pleitte de USPD ervoor om grootschalige landbouwbedrijven en bepaalde sleutelindustrieën onmiddellijk te nationaliseren. De vertegenwoordigers van de MSPD rond Philipp Scheidemann wisten een compromisvoorstel te onderhandelen waardoor essentiële beslissingen werden uitgesteld. De arbeiders- en soldatenraden zouden “politieke macht” moeten krijgen en “zo snel mogelijk” bijeen moeten komen, zoals gevraagd door de USPD en de Spartakisten. De MSPD was er wel in geslaagd de specifieke uitdrukking “exekutive, legislative und jurisdiktionelle Macht” (uitvoerende, wetgevende en rechterlijke macht) te omzeilen. De MSPD moest echter aanvaarden dat de kwestie van de Nationale Vergadering pas zou worden behandeld “nadat de door de revolutie veroorzaakte toestand zich had gestabiliseerd”.

### Het ontstaan van de Raad

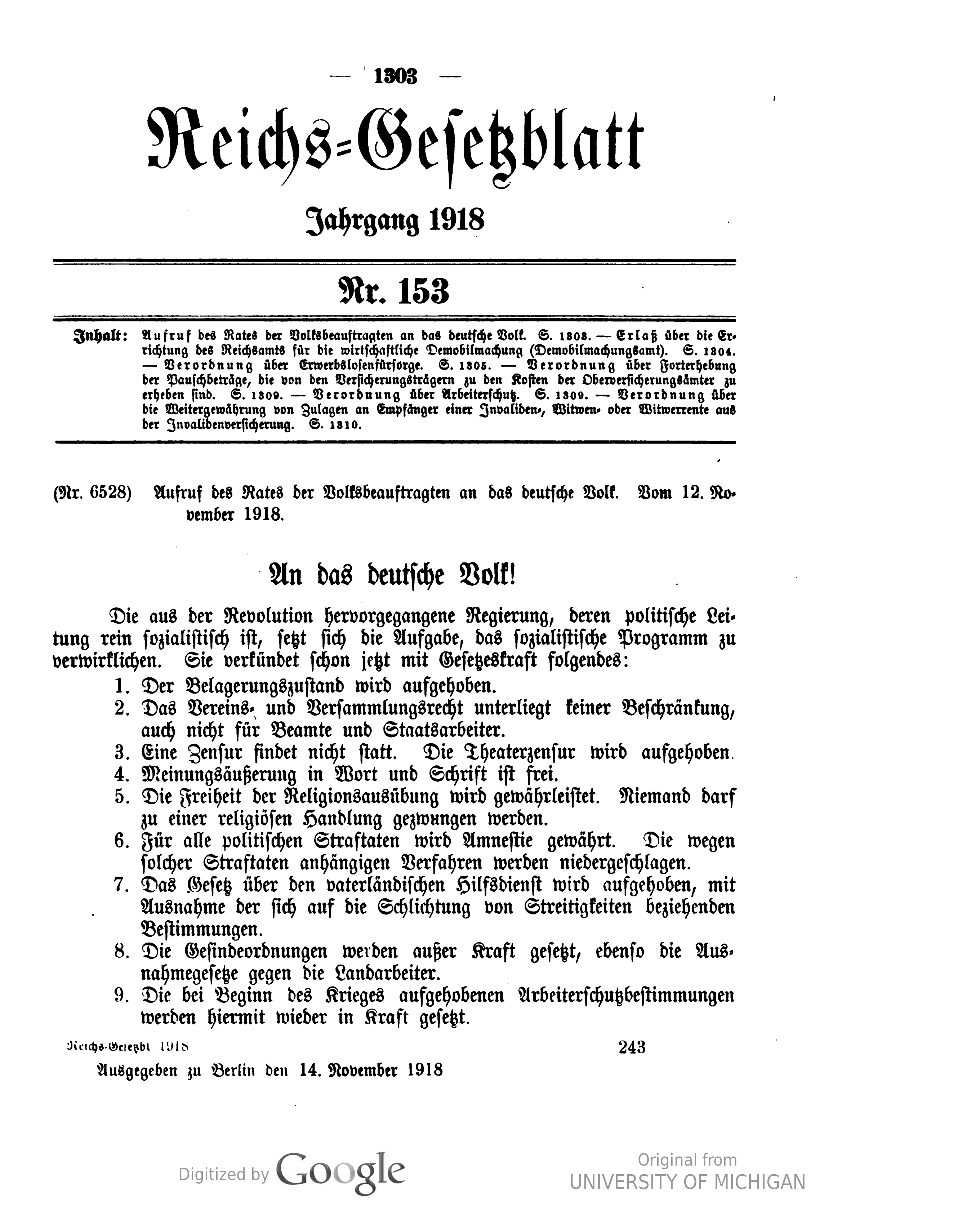
Oproep van de Raad van Volksvertegenwoordigers van 12 november 1918 in de Staatscourant

Het revolutionaire regeringsorgaan kwam in de late middag van 10 november tot stand. De USPD wilde het aanvankelijk “Raad van Volkscommissarissen” noemen, wat vervolgens werd omgezet in “Raad van Volksvertegenwoordigers”.
In het begin bestond de raad uit Friedrich Ebert, Philipp Scheidemann en Otto Landsberg van de MSPD, en Hugo Haase, Wilhelm Dittmann en Emil Barth van de USPD. Ebert en Haase werden gelijkwaardige voorzitters. Ebert genoot echter een speciaal vertrouwen onder de staatssecretarissen en ambtenaren, omdat de laatste keizerlijke Rijkskanselier het ambt aan hem had toevertrouwd; ook al had de Rijkskanselier grondwettelijk geen recht om dat te doen. Soms gebruikte Ebert de titel van kanselier, waardoor hij zich van Haase kon onderscheiden – ook in relatie tegenover de Oberste Heeresleitung (OHL) en de bevolking. Ernst Rudolf Huber benadrukt dat op grond van het regeerakkoord Ebert deze voorrangspositie helemaal niet toekwam. Het was eerder een “stilzwijgend blijk van erkenning, een permanent plebisciet van vertrouwen, bij wijze van spreken”.
Zoals aanvaard door de USPD bleven de “burgerlijke zakenministers” (staatssecretarissen) in dienst als “technische assistenten”. Er diende echter iemand van de MSPD en iemand van de USPD aan elk van hen toegewezen te worden als “politieke onderstaatssecretaris”. Ebert was tevreden dat de USPD twee gematigden, Haase en Dittmann, en een vertegenwoordiger van de linkervleugel, Barth, naar de Raad stuurde. Met behulp van Barth hoopte Ebert de radicale revolutionairen er ook bij te kunnen betrekken.

## Ontwikkeling

### Volksvertegenwoordigers en radenbeweging

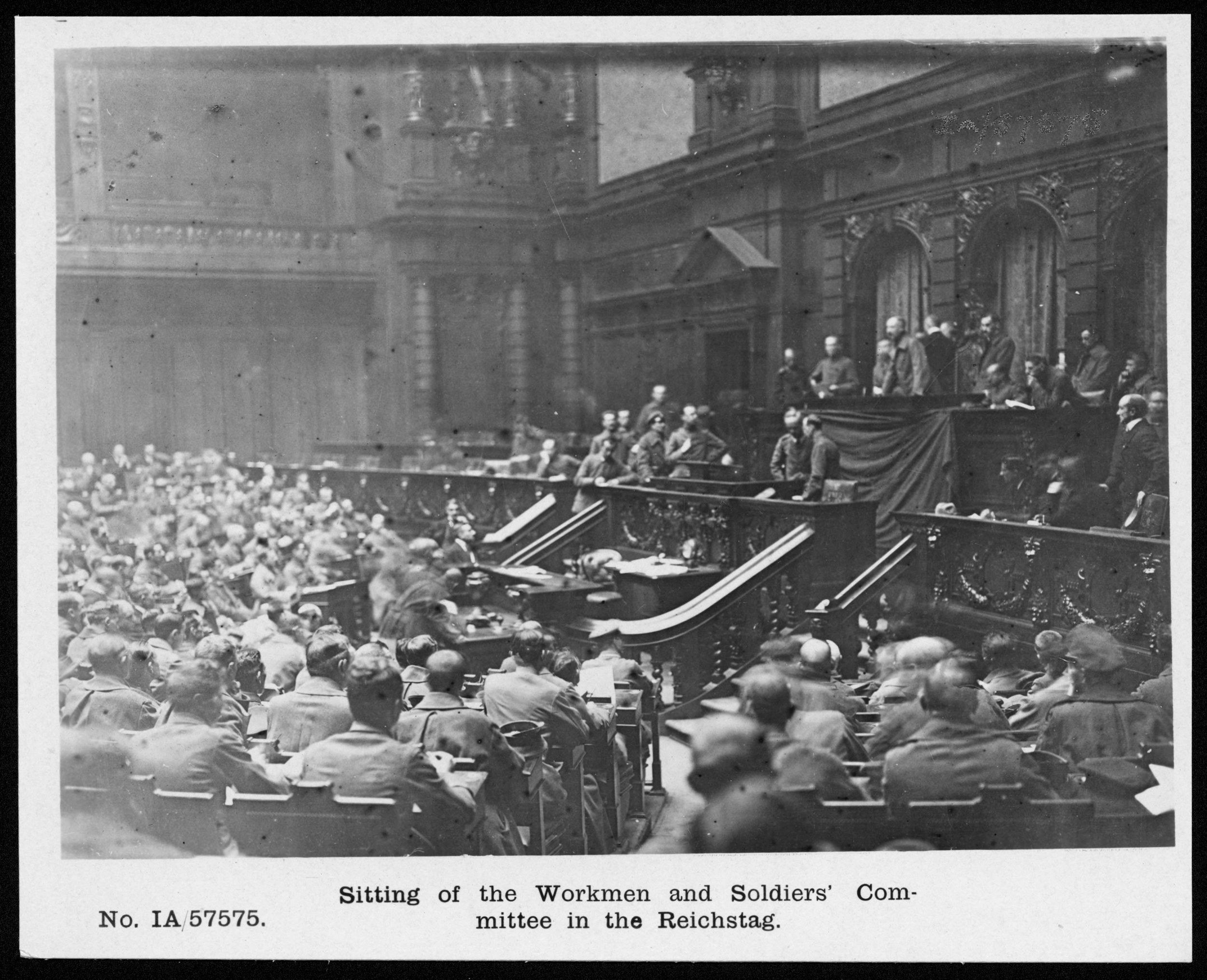
Zitting van het arbeiders- en soldatencongres in de Rijksdag, december 1918

Op 10 november 1918 kwamen vanaf 17 uur drieduizend afgevaardigden van de arbeiders- en soldatenraden bijeen in het Circus Busch in Berlijn. Ze waren nog die dag gekozen. In tegenstelling tot de verwachtingen van de onafhankelijken deed de MSPD het goed, vooral dankzij het mobilisatievermogen van de partij. De MSPD en de rechtervleugel van de USPD hadden uiteindelijk de overgrote meerderheid. De Vergadering bevestigde de Raad van Volksvertegenwoordigers, die al in de loop van de middag bijeen was gekomen. Volgens de toenmalige verslagen heeft de Vergadering de Raad zelfs “opgericht”. Ook al wordt dit in twijfel getrokken, de Raad had zich nauwelijks kunnen laten gelden zonder dat de Vergadering bij acclamatie had toegestemd.

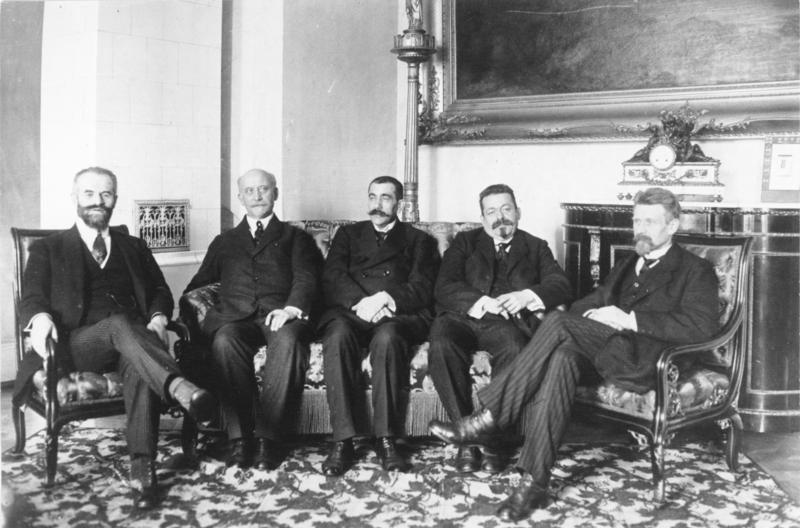
Raad van Volksvertegenwoordigers na 29 december 1918, bestaande uit alleen nog maar leden van de Sociaaldemocratische Meerderheidspartij. Vanaf links: Otto Landsberg, Philipp Scheidemann, Gustav Noske, Friedrich Ebert, Rudolf Wissell.

Daarnaast stelde de Raadsvergadering een Vollzugsrat (uitvoerende Raad) in. De Vollzugsrat moest de Raad van Volksvertegenwoordigers controleren en bestond uit 14 vertegenwoordigers van de arbeiders en 14 vertegenwoordigers van de soldaten. De vertegenwoordigers van de arbeiders behoorden in gelijke mate tot beide partijen. Bij de vertegenwoordigers van de soldaten was de situatie onoverzichtelijker. In de praktijk leek het er echter op dat de Raad van Volksvertegenwoordigers, met behulp van de Vollzugsrat, de arbeiders- en soldatenraden controleerde, en niet andersom. De daadwerkelijke macht lag immers bij de Raad van Volksvertegenwoordigers. Daarin zaten de belangrijke partijleiders.
“De partijpolitieke pariteit in zowel de Vollzugsrat als de Raad van Volksvertegenwoordigers was een duidelijke aanwijzing dat niet de radenstaat maar de partijstaat de boventoon voerde in de revolutie. De raden bleven slechts een middel voor de totstandbrenging van het bewind van de twee socialistische partijen [...].”
(Ernst Rudolf Huber)
Deze basisconstellatie veranderde in de daaropvolgende weken en maanden niet. Tot grote teleurstelling van extreemlinks ontwikkelde de raadsorganisatie zich niet tot het orgaan dat de weg vrij maakte voor de radenstaat en de dictatuur van het proletariaat. Zo bevestigde het Radencongres op 25 november 1918 ook de voorgaande koers en pleitte het eerste algemene congres van de arbeiders- en soldatenraden van Duitsland (16-21 december) ervoor dat de toekomst van Duitsland door een Nationale Vergadering zou worden bepaald. Een radenstaat waarbij de volksvertegenwoordigers voortdurend werden gecontroleerd door de massa was nooit een realistische optie. De meerderheid van de arbeiders wilde dit niet; de verkiezing van een Nationale Vergadering werd door alle klassen goedgekeurd.
Sommige revolutionairen, met name leden van de Spartacusbond, waaruit later de Duitse communistische partij ontstond, zagen het gedrag van de MSPD-leiding echter als een “verraad aan de arbeidersklasse”. Dit leidde tot conflicten, zoals de kerstgevechten van 1918 of de Januariopstand van 1919. De Raad van Volksvertegenwoordigers maakte een einde aan deze opstanden met behulp van de strijdkrachten die loyaal waren aan de regering en de rechtse vrijkorpsen. De USPD beschuldigde Ebert, Scheidemann en Landsberg van verraad aan de revolutie en van steun aan de oude, antirevolutionaire krachten. De leden van de USPD namen daarom op 29 december ontslag uit de Raad van Volksvertegenwoordigers.

### Relatie met de vorige staat

Diagram van het politieke systeem in de revolutiejaren 1918/1919

Heinrich August Winkler benadrukt: een “goede mate van democratie” was al voor 9 november 1918 bereikt, want sinds 1867/1871 was er voor de Rijksdag een algemeen stemrecht voor mannen en sinds 28 oktober werd Duitsland de jure volgens het parlementaire stelsel geregeerd. Het politieke systeem van de autoritaire staat is in november 1918 ingestort. Slechts een minderheid stond er nog achter. De monarchisten en de Oberste Heeresleitung (OHL) verzetten zich echter tegen de regimewisseling, waardoor de oude staatsorganen niet konden worden behouden. De onafgemaakte revolutie van bovenaf leidde tot een revolutie van onderaf.
Maar zelfs na 9 november “was nog lang niet alles in elkaar gestort”: het bestuur bleef functioneren, de justitie en het onderwijssysteem werden nauwelijks beïnvloed door de revolutie en de Oberste Heeresleitung (OHL) werd al snel partner van de Raad van Volksvertegenwoordigers. De lokale arbeiders- en soldatenraden werden gedomineerd door de MSPD en gaven het bestuur een nieuwe legitimatie.
De MSPD en de USPD hadden geen absolute meerderheid in de Rijksdag, de hervorming van het Pruisische kiesrecht duurde lang, en verder moest de volkswoede worden tegengegaan door middel van hervormingen. De twee socialistische partijen hadden bovendien hun eigen ideeën over hoe Duitsland zich zou moeten ontwikkelen. Daarom vormden ze een alliantie om te kunnen regeren op een manier die buiten de oude Grondwet van Bismarck viel.
De Raad van Volksvertegenwoordigers instrueerde de Rijksdag om niet opnieuw bijeen te komen. Fehrenbach (Centrumpartij), president van de Rijksdag, nam desondanks initiatieven en onderzocht of de Rijksdag vanuit een andere plaats dan Berlijn zou kunnen werken. Deze overwegingen waren niet geheel zonder effect, omdat ze de Raad onder tijdsdruk zetten. Bovendien kondigde de Raad aan dat de voormalige Bondsraad alleen nog zijn administratieve bevoegdheden zou uitoefenen (en dus niet langer de wetgevende bevoegdheden).
Dit betekende dat geen van de voormalige staatsorganen nog in functie was. De staatssecretarissen waren formeel geen orgaan of collegiale overheid, maar gedroegen zich wel op deze manier. Meerdere staatssecretarissen werden vervangen. De staatssecretarissen, die eerder instructies hadden gekregen van de Rijkskanselier, hadden nu, paradoxaal genoeg, autonoom beheer over hun departementen. Deze regering werd gecontroleerd door de Raad van Volksvertegenwoordigers, die de rol van keizer, Rijkskanselier, Bondsraad en Rijksdag uitoefende. De Raad werkte sinds 12 november volgens een reglement van orde. Door het reglement werd het willekeurige ingrijpen van individuele leden van de Raad in het bestuur uitgesloten. De Raad kon de staatssecretarissen alleen in zijn geheel instructies geven, niet voor individuele gevallen maar meer in de vorm van richtlijnen.

### Activiteiten van de Raad
Op 10 november 1918, nog voor de oprichting van de Raad, keurde het kabinet van de nieuwe Rijkskanselier Ebert het akkoord over de wapenstilstand van Compiègne goed, dat de volgende dag een einde maakte aan de Eerste Wereldoorlog. De Raad van Volksvertegenwoordigers kreeg vervolgens te maken met de gevolgen van het akkoord: zoals de overgave van Elzas-Lotharingen, de militaire ontruiming van alle Franse, Belgische en Duitse gebieden op de linkeroever van de Rijn en de aflevering van de vloot en andere oorlogsmaterieel aan de tegenpartij.
Slechts twee dagen na de vergadering, op 12 november 1918, richtte de Raad een oproep “aan het Duitse volk”. Daarna werden de volgende punten van het “socialistische programma” meteen omgezet in wetten:
1. De staat van beleg wordt opgeheven.
2. Het recht om te verenigen en te vergaderen kent geen enkele beperking, zelfs niet voor ambtenaren.
3. Er is geen censuur. De censuur op theaters wordt opgeheven.
4. Vrijheid van meningsuiting in woord en geschrift wordt gewaarborgd.
5. De vrijheid van godsdienstuitoefening wordt gewaarborgd. Niemand kan gedwongen worden om een religieuze handeling te verrichten.
6. Voor alle politieke misdaden wordt amnestie verleend. De lopende zaken met betrekking tot dergelijke misdaden worden geseponeerd.
7. De wet op ondersteunende diensten (Gesetz über den vaterländischen Hilfsdienst) wordt opgeheven, met uitzondering van de bepalingen met betrekking tot de beslechting van geschillen.
8. De Gesindeordnungen (regelgeving tussen arbeiders en werkgevers) komen te vervallen, net als de uitzonderingswetten tegen arbeiders in de landbouw.
9. De bepalingen ter bescherming van werknemers die aan het begin van de oorlog werden opgeheven, worden opnieuw ingevoerd.

De Raad verordende in het document ook het vrouwenkiesrecht bij alle verkiezingen voor overheidsorganen. Bovendien beloofde de Raad de invoering van de achturige werkdag op 1 januari 1919 en andere hervormingen van het sociaal beleid.
Op 30 november 1918 vaardigde de Raad een verordening uit over de verkiezingen voor de Nationale Vergadering. Daarin werd bevestigd dat alle mannen en vrouwen boven de 20 jaar kiesgerechtigd moeten zijn. Met de verlaging van de stemgerechtigde leeftijd en de invoering van het vrouwenkiesrecht zorgde de Raad voor de grootste uitbreiding van het kiesrecht in de Duitse geschiedenis. De verordening voorzag ook in de overgang van een meerderheids- naar een evenredige vertegenwoordiging.
De Raad hield zich echter niet bezig met fundamentele hervormingen in het leger – al was het maar de afschaffing van het saluut buiten dienstverband. Dit had Ebert al voor de formatie beloofd aan het nieuwe hoofd van de OHL, generaal Wilhelm Groener. In ruil daarvoor beloofde de legerleiding de nieuwe republikeinse regering te steunen.
Er is veel discussie geweest over of de Raad van Volksvertegenwoordigers niet doortastender had moeten optreden. Of de belangrijke overgangsfase niet gebruikt had moeten worden om een diepgaandere verandering in staat en maatschappij te bewerkstelligen. De samenwerking met de overheidsdiensten en het leger was onvermijdelijk. Desalniettemin had het regime zijn eigen troepen kunnen samenstellen die loyaal zouden zijn geweest aan de Republiek. De sociaaldemocraten rond Ebert hielden later vol dat ze niet over de nodige expertise beschikten om de ambtenaren op grote schaal te kunnen vervangen. De ware reden was echter dat de MSPD zich niet gelegitimeerd voelde om drastische veranderingen door te voeren.
Op 19 januari 1919 vonden de algemene verkiezingen voor de Nationale Vergadering van Weimar plaats. De Nationale Vergadering keurde op 6 februari het Gesetz über die vorläufige Reichsgewalt (een soort voorlopige Grondwet) goed. In overeenstemming met de wet verkoos de Nationale Vergadering op 11 februari Friedrich Ebert tot Rijkspresident. Op 13 februari benoemde Ebert op zijn beurt de regering-Scheidemann. Hierdoor was er zowel een parlement als een regering, die democratisch gelegitimeerd waren.

## Leden van de Raad van Volksvertegenwoordigers
Raad van Volksvertegenwoordigers
| Naam                | In functie vanaf | In functie tot   | Partij | Departement |
| Friedrich Ebert     | 10 november 1918 | 11 februari 1919 | SPD    | Voorzitter; Binnenlandse Zaken en Militaire Zaken                                                                               |
| Hugo Haase          | 10 november 1918 | 29 december 1918 | USPD   | Buitenlandse Zaken, Koloniën en Justitie                                                                                        |
| Philipp Scheidemann | 10 november 1918 | 11 februari 1919 | SPD    | Financiën |
| Wilhelm Dittmann    | 10 november 1918 | 29 december 1918 | USPD   | Demobilisatie, Verkeer |
| Emil Barth          | 10 november 1918 | 29 december 1918 | USPD   | Sociaal beleid, bemiddelingsorgaan tussen het congres van de arbeiders- en soldatenraden en de Raad van Volksvertegenwoordigers |
| Otto Landsberg      | 10 november 1918 | 11 februari 1919 | SPD    | Financiën, Pers en Communicatie (sinds 19 november)                                                                             |
| Gustav Noske        | 29 december 1918 | 11 februari 1919 | SPD    | Demobilisatie, Leger en Marine                                                                                                  |
| Rudolf Wissell      | 29 december 1918 | 11 februari 1919 | SPD    | Sociaal beleid |

## Samenstelling van de regering
Volgens de oude Grondwet van Bismarck waren de staatssecretarissen de hoofden van de hoogste Rijksorganen. In tegenstelling tot de ministers in andere staten, beheerden zij hun departementen echter niet zelfstandig, maar stonden zij onder het gezag van de Rijkskanselier. Ze bleven na 9 november in functie, hoewel ze hun ontslag hadden aangeboden. Op 14 november presenteerde de Raad van Volksvertegenwoordigers een nieuwe kabinetslijst met deels nieuwe, maar vooral ook bestaande staatssecretarissen. Er bestond nu geen Rijkskanselier of Vicekanselier meer.
- Buitenlandse Zaken, Koloniën: Wilhelm Solf tot 9 december, Ulrich von Brockdorff-Rantzau vanaf 20 december 1918 (beide zonder partij)[19]
- Binnenlandse Zaken: Hugo Preuß (zonder partij, vanaf 20 november DDP)
- Justitie: Paul von Krause (NLP)
- Marine: Ernst Karl August Klemens von Mann, sinds 9 januari interim Maximilian Rogge (beide zonder partij)
- Rijksministerie voor de Spoorwegen: Constantin Fritsch (geen partij)
- Economie: August Müller (SPD)
- Voedsel: Emanuel Wurm (USPD)
- Werk: Gustav Bauer (SPD)
- Posterijen: Otto Rüdlin (zonder partij)
- Schatkist: Eugen Schiffer, (NLP, na 20 november DDP)
- Hoofd van de delegatie voor de wapenstilstand met de rang van staatssecretaris: Matthias Erzberger (Centrumpartij)
- Economische demobilisatie (sinds 12 november): Joseph Koeth (zonder partij)

Ook waren er in 1918/1919 parlementaire onderstaatssecretarissen. Dit waren afgevaardigden die werden toegewezen aan een Rijksdepartement. Deze politici waren vooraanstaande leden van hun Rijksdagfractie en controleerden de staatssecretarissen en onderstaatssecretarissen of, in het Pruisische Ministerie van Oorlog, de minister. Deze manier van werken bestond al tijdens het kabinet von Baden. De professionele achtergrond en het belang van deze mensen varieerde sterk.

## Vergelijkbare instanties in de Duitse deelstaten
Ook in de Vrijstaat Saksen en de Vrijstaat Brunswijk werden de eerste twee postrevolutionaire regeringen “Raad van Volksvertegenwoordigers” genoemd. De Raad in de Vrijstaat Brunswijk bekleedde zijn ambt van 22 februari tot 30 april 1919 (kabinet Oerter I).
De Raad in Saksen regeerde van 15 november 1918 tot 14 maart 1919:
- Kabinet Lipinski onder leiding van Richard Lipinski (USPD) (van 15 november 1918 tot 16 januari 1919)
- Kabinet Gradnauer I onder leiding van Georg Gradnauer (SPD) (van 16 januari 1919 tot 14 maart 1919)

In Pruisen, de grootste deelstaat, was er echter geen sprake van een dergelijke verdubbeling van een revolutionaire raad en een echt kabinet. Het Pruisische revolutionaire kabinet verving op 12 november 1918 de oude staatsregering. Aanvankelijk bestond het uit een gelijk aantal politici van MSPD en USPD, net als de Raad van Volksvertegenwoordigers op rijksniveau.